# IEEE-488

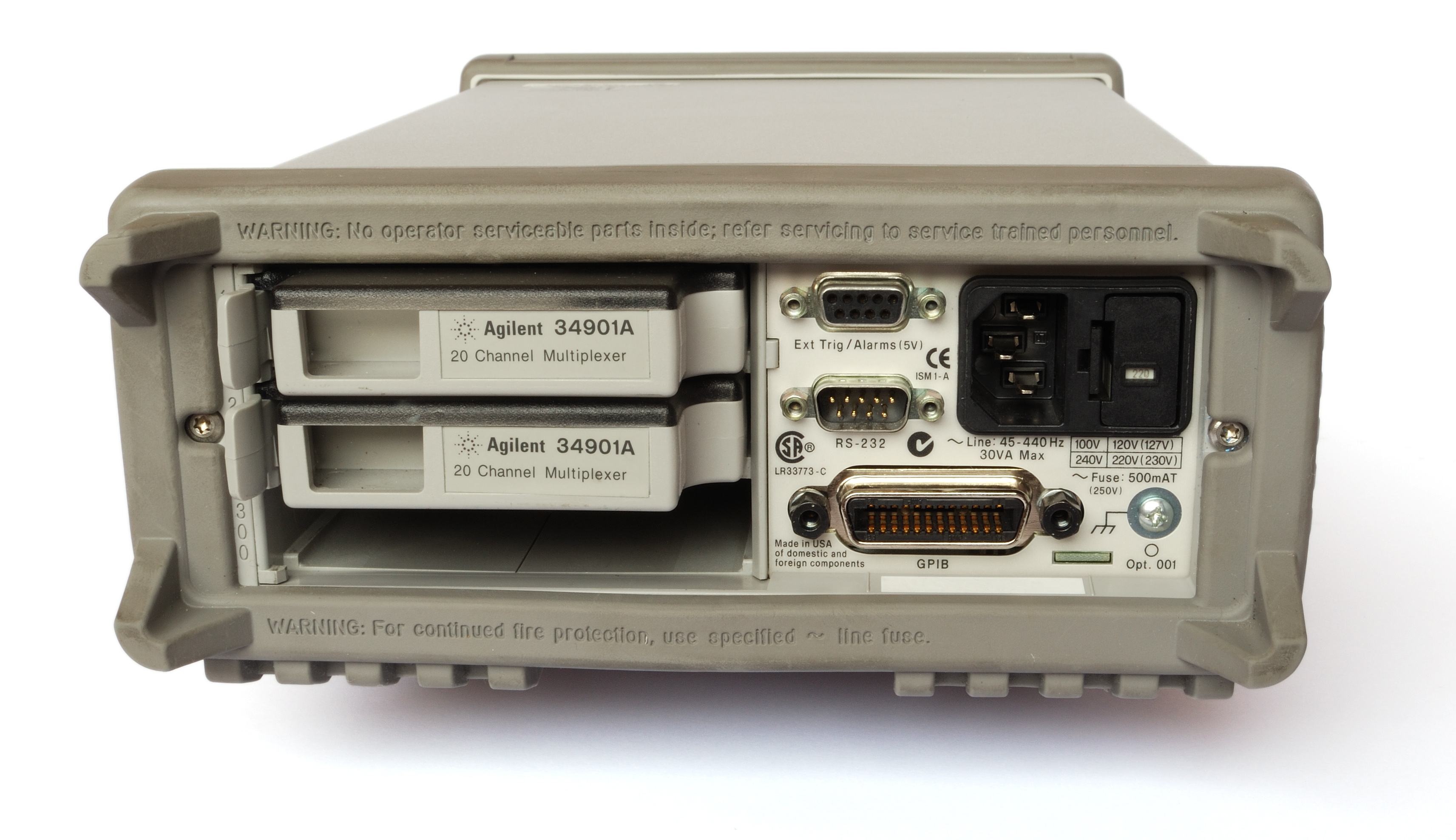
Задня панель блоку системи збору даних фірми Agilent з інтерфейсами RS-232 та IEEE-488

IEEE-488 — специфікація міжнародного стандарту, що описує інтерфейс підключення до шини цифрових вимірювальних приладів.
Розроблений в 60-х роках в Hewlett-Packard, протокол спочатку називався HPIB (Hewlett-Packard Interface Bus, інтерфейсна шина Hewlett-Packard). Згодом інші компанії підхопили ініціативу і почали використовувати протокол для своїх внутрішніх цілей. Протокол був стандартизований американським Інститутом інженерів електротехнічної й електронної промисловості (IEEE) і перейменований в IEEE-488 (за номером стандарту) або GPIB (General Purpose Interface Bus, інтерфейсна шина загального призначення) в середині 70-х років.
Стандарт був переглянутий і доповнений в 1987 році (додано опис протоколу передачі). Новий стандарт містить дві частини: IEEE-488.1, що описує апаратну частину і низькорівневу взаємодію з шиною, і IEEE-488.2, яка визначає порядок передачі команд по шині. Стандарт IEEE-488.2 був ще раз переглянутий у 1992 році.

## Сигнальні лінії

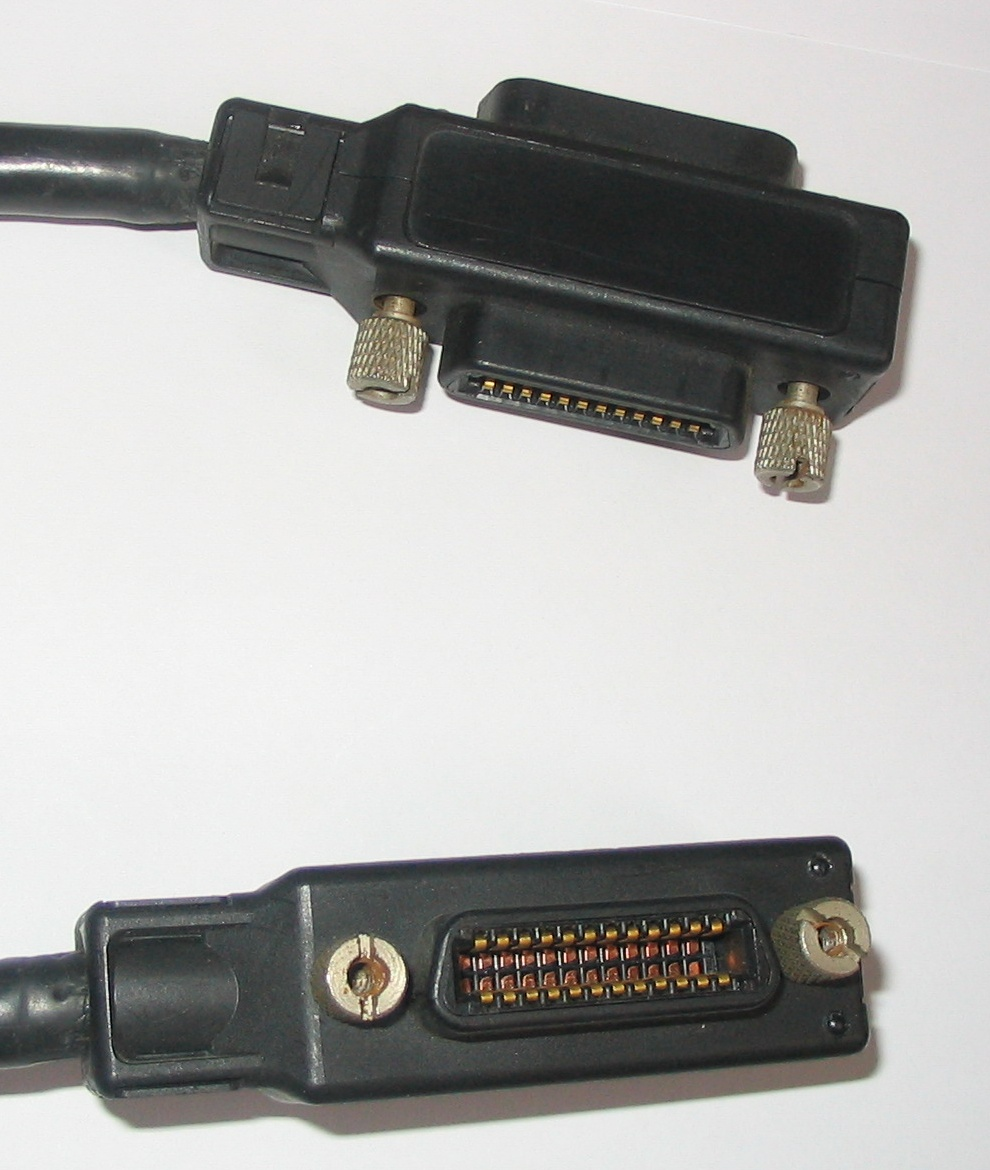
З’єднувачі IEEE-488

Шина складається з 24 проводів. Всі сигнальні лінії використовують негативну логіку: найбільша позитивна напруга інтерпретується як логічний «0», а найбільша негативна — як логічна «1».
Сигнальні лінії шини відносяться до одного з трьох класів:
- лінії даних;
- лінії рукостискання;
- лінії управління інтерфейсом;

Для пересилання команд по шині використовуються вісім ліній даних, причому старший біт (DIO8) у більшості випадків ігнорується. Лінії даних пронумеровані від 1 до 8, а не від 0 до 7, як у більшості інших стандартів.